# 이가와 게이
이가와 게이(일본어: 井川 慶, 1979년 7월 13일 ~ )는 일본의 프로 야구 선수이다. 2017년에는 일본 베이스볼 퍼스트리그 효고 블루 썬더스에서 뛰다가 시즌 종료 후 퇴단했다.

## 인물

### 프로 입단 전
초등학교 시절 소년 야구팀에서 야구를 시작해 초등학생까지는 우완 투수였고 고교 시절에는 몸의 밸런스를 잡기 위해서 오른손으로 던지는 연습을 계속하고 있었다. 이바라키 현립 미토 상업고등학교 3학년 시절 봄의 현 대회에서 류가사키 제1고등학교와 상대하여 7회 참고 기록이자 18개의 탈삼진을 기록하는 퍼펙트 게임을 달성했다. 그러나 여름에는 허리 통증 때문에 등판할 기회가 거의 없었다. 현 대회 결승전에서는 진통제 주사를 맞은 상태에서 등판하였지만 스스로의 실수를 반복하는 등 4실점을 하여 패전 투수가 되었다.
고시엔 대회 출전은 없었지만 ‘동쪽의 닥터 K’라는 애칭이 불릴 정도로 이름이 알려져 있어 1997년의 프로 야구 드래프트 2순위로 한신 타이거스에 입단했다. 한 때는 닛폰햄 파이터스도 지명을 검토하고 있었지만 고교 시절에 허리 통증이 있었다는 이유로 지명을 거부했다. 고교 시절에는 부기 2급, 영어 검정 3급 자격증을 취득했다.

### 한신 타이거스 시절

#### 1999년 ~ 2000년
데뷔 첫 등판인 5월 2일의 히로시마 도요 카프전(한신 고시엔 구장)에 중간 계투로 등판했고 5월 7일의 요코하마 베이스타스전(요코하마 스타디움)에서는 4회에 하루 도시오로부터 첫 탈삼진, 5월 19일의 히로시마전(요나고 시민 구장)에서는 데뷔 후 처음으로 선발 등판해 첫 승리를 거두었지만 그 후 성적 부진으로 1군에 정착할 수 없을 정도의 시즌이 계속되고 있었다.

#### 2001년
노무라 가쓰야 감독으로부터 선발 로테이션에 발탁되는 등 4월 24일의 요미우리 자이언츠전(한신 고시엔 구장)에서 프로 데뷔 후 첫 완투승을 기록했고 감독 추천에 의해 올스타전에도 출전했다. 최종적으로 시즌 평균자책점은 리그 2위인 2.67로 좋은 성적을 남겼지만 타선의 지원은 없었고 팀도 4년 연속 최하위로 떨어지는 등 9승 13패라는 저조한 성적을 기록했다. 평균자책점 부문 2위에서의 패전 수가 많은 사례는 1991년 이마나카 신지 이후의 사례였다.

#### 2002년
호시노 센이치가 감독으로 취임하면서 3월 30일 요미우리전(도쿄 돔)에서는 개막전 선발 투수를 맡아 3대 1로 승리해 완투승을 기록했고 팀도 12년 만에 개막전 승리 달성에 기여했다. 여름이 되면서 컨디션이 떨어졌지만 206개의 탈삼진으로 시즌 최다 탈삼진 타이틀을 차지했다.

#### 2003년
전년도와 마찬가지로 개막전 투수로 등판하여 패전투수가 되었지만 6월과 7월에는 4경기 연속 완투승을 포함해 8월 2일까지 12연승을 기록했다. 최종적으로 센트럴 리그에서는 1999년 우에하라 고지의 뒤를 이은 20승 투수가 되어 한신을 18년 만에 리그 우승으로 이끌었다.

#### 2004년
10월 4일의 히로시마전(히로시마 시민 구장)에서 프로 야구 사상 71번째가 되는 노히트 노런을 달성했다. 오프 시즌에는 포스팅 시스템을 통해 메이저 리그 이적을 희망했지만 메이저 리그 구단과의 교섭이 결렬되었고 그 후 자비를 털어 캠프를 차리는 등 이가와의 행동에 대한 일부 언론에서의 혹평과 아구계 일각에서도 비판이 쏟아졌다. 이후 매년 오프 시즌마다 포스팅 시스템에 의한 메이저 리그의 이적을 희망하게 되었다.

#### 2005년
8월 23일의 히로시마전(히로시마 시민 구장)에서 개인 통산 1,000 투구회를 달성했는데 당시 이가와가 연속 삼진을 빼앗은 기세로 포수인 야노 아키히로가 기념 볼을 관중석으로 향해 던졌고, 벤치 앞에는 선수와 코칭 스태프들이 나오면서 이가와는 그 공을 받은 팬에게 고개를 숙여 기념 볼을 돌려 받았다.

#### 2006년
그 해에는 5년 연속 두 자릿수 승리 기록을 달성해 구단도 이가와가 남겼던 지금까지의 공적을 고려해 그토록 희망했던 메이저 리그의 이적을 용인했다. 11월 10일, 포스팅 시스템에 의해 메이저 리그에서 도전하겠다는 의지를 표명했다. 11월 29일에 뉴욕 양키스가 2,600만 194달러(당시 비율로는 약 30억엔)로 독점 교섭권을 얻어 12월 27일에 5년간 2,000만 달러(2011년까지 매년 400만 달러)+성과급으로 계약을 맺었다. 도미 직전의 2007년 2월에는 결혼을 발표했다.

### 뉴욕 양키스 시절

#### 2007년
메이저 리그 진출 후 첫 데뷔 무대인 4월 7일의 볼티모어 오리올스전(양키 스타디움)에서 등판, 5이닝을 던져 8안타 4사사구, 2홈런, 7실점을 기록하여 강판당했지만 그 후 양키스가 역전했기 때문에 승리는 연결되지 않았다. 4월 18일의 클리블랜드 인디언스전(양키 스타디움)에서 6이닝 5안타 5탈삼진 2실점을 기록하며 메이저 리그에서의 첫 승리를 거두었지만 그 후에도 투구 폼이나 제구가 안정되지 않아 중간 계투로 보직이 변경되었다. 4월 28일의 보스턴 레드삭스전에서는 선발 투수가 부상으로 인해 강판당한 후 긴급 등판하면서 6이닝 무실점으로 구원에 성공, 시즌 2승째를 올렸다. 그 호투가 인정되면서 선발로 복귀하였지만 5월 7일에 마이너 리그로 격하되었다. 6월 22일의 경기에서는 메이저 리그로 다시 복귀했지만 7월 28일에는 두 번째로 마이너 리그에 격하되었다.
메이저 리그로 다시 복귀한 9월 22일의 경기에서는 중간 계투로서 등판, 25일에는 메이저 승격 후 처음으로 선발 등판하는 등 5이닝 무실점으로 호투했지만 승리는 연결되지 않았다. 결국 2007년 시즌 성적은 2승 3패, 평균자책점 6.25, WHIP 1.67로 기대에 미치지는 못할 정도의 성적을 남겼다. 그 후 샌디에이고 파드리스가 “연봉을 모두 계승하는 형태로 영입하고 싶다”라는 적극적인 자세를 나타냈지만 뉴욕 양키스가 포스팅 시스템에서의 입찰금 분담까지 요구했기 때문에 협상은 결렬되었다.

#### 2008년
전년도의 성적 부진에 의해 개막 직전부터 선발로서의 구상에는 들어가지 않았고 스프링 트레이닝에서는 중간 계투로서의 기용이 계속되었다. 젊은 선수들의 기용 때문에 개막은 마이너 리그에서 맞이했다. 5월 9일에는 메이저 리그로 승격해 디트로이트 타이거스전에서 선발 등판했지만 3이닝을 11안타 6실점을 기록하며 패전 투수가 되었다. 5월 15일에 마이너 리그로 격하되면서 6월 28일에 다시 승격, 뉴욕 메츠전에서의 9회에 등판해 1이닝을 무실점으로 막았다.
그러나 그 다음날에는 또 다시 마이너 리그로 격하되었다는 통보를 받은 이후 7월 26일에는 메이저 리그 계약이 해제되어 40명 범위에서 제외돼 본인은 “메이저 리그에서 로테이션을 지킬 수 있는 투수로서 노력하고 싶다”라고 말했지만 결국 그 해 마이너 리그에서 14승 6패, 평균자책점 3.45, WHIP 1.19의 좋은 성적을 남겼지만 메이저 리그에서의 승리를 채우지 못했고 오프 시즌에는 과거의 반성과 향후 팀 편성에 대한 기자회견에서 브라이언 캐쉬맨 단장은 “이가와의 영입은 실패였다”라고 말하는 등 부정적인 평가가 계속되었다.

#### 2009년
스프링 트레이닝에 초대 선수로 참가해 15이닝 3분의 1을 던져 1실점을 했지만 볼넷 비율은 5.35로 볼넷이 가장 많아 3월 23일부로 마이너 리그에 격하되었다. 2년 연속으로 마이너 리그에서 개막을 보내 전반기에는 9승 4패, 평균자책점 4.04, WHIP 1.24의 성적을 남겼지만 후반기에서는 1승 4패, 평균자책점 5.66, WHIP 1.70을 기록하는 등 성적이 좋지 않았다. 최종적으로는 팀 최다인 10승 8패, 평균자책점 4.15, WHIP 1.41의 성적을 남겨 메이저 리그에서의 등판 기회는 없었다. 12월에는 영주 허가서를 신청 중인 것이 밝혀졌고 29일에는 현지 신문인 뉴욕 포스트에서는 “과거 10년간 뉴욕의 프로스포츠 선수 최악의 10인”이라는 제하의 기사에서 1위로 선정되는 불명예를 안게 되었다.

#### 2010년
전년도와 마찬기지로 스프링 트레이닝에 초대 선수로서 참가했지만 중간 계투로서 2이닝 3분의 2를 던져 5실점, 평균자책점 16.87, WHIP 1.88이라는 저조한 성적을 기록해 3월 13일에는 마이너 리그로 떨어졌다. 그 후 마이너 리그에서는 선발로서 10경기에 선발 등판하여 평균자책점 3.96, WHIP 1.24의 성적을 남겼지만 구원 등판에서는 12경기에 등판해 평균자책점 5.00, WHIP 1.65로 뚜렷한 결과를 남길 수 없었다. 그 해의 시즌에서도 메이저 리그에서의 등판 기회는 없었고 2년 연속으로 메이저 리그 경기에 출전하는 일은 없었다. 오프 시즌에는 전년도에 신청했던 영주권을 취득해 양키스와의 계약 종료 후에도 미국에서의 선수생활을 계속하고 싶다는 희망을 나타냈다.

#### 2011년
마이너 리그에서의 시즌을 맞이했고 3월 14일에는 고향인 이바라키현 오아라이정이 도호쿠 지방 태평양 해역 지진으로 인해 큰 피해를 입으면서 일시 귀국했지만 20일에 다시 미국으로 출국, 시즌 개막은 더블 A팀에서 보냈다. 그 해 마이너 리그에서 구원 투수로 활약하면서 통산 10경기에 등판해 1승 무패 1세이브, 평균자책점 1.90, WHIP 1.01의 성적을 남겼지만 선발에서는 10경기에 등판하면서 2승 2패, 평균자책점 4.72, WHIP 1.57의 성적을 남겼다.

### 오릭스 버펄로스 시절
2012년 3월 28일 오릭스 버펄로스가 이가와를 영입하면서 6년 만에 일본 야구계에 복귀했다. 등번호는 한신, 뉴욕 양키스 시절과 마찬가지로 29번이 되었다.

## 플레이 스타일
최고 속도 151km/h의 스트레이트와 포크볼과 같이 떨어지는 체인지 업, 슬라이더가 주무기다. 뉴욕 양키스에 이적 후에는 컷 패스트볼이나 투심 패스트볼도 던지게 되었다.
마이너 리그에 있을 당시 팀 동료들은 “이가와는 빅 리그에서 던져야 할 투수”, “셸리 던컨이나 이가와와 같이 위에서 할 수 있는 힘은 있어도 그러한 기회를 타고 나지 않는 것도 있다”라고 말했지만 조 토리 감독으로부터 “공은 나쁘지 않다. 문제는 제구력”이라고 말하면서 커멘드(노린 스폿에 던지는 능력)의 부족이나 일본에 있을 당시부터 피홈런률이 높은 것에 의해 메이저 리그의 승격을 이룰 수 없었다.
특히 주간 경기에 대한 부담을 느끼고 있어 등판할 시에는 선글라스를 착용하는 편이다.

## 출신 학교
- 이바라키 현립 미토 상업고등학교

## 선수 경력
NPB
- 한신 타이거스(1998년 ~ 2006년)
- 오릭스 버펄로스(2012년 ~ 2015년)
- 효고 블루 썬더스(2017년 ~ )

MLB
- 뉴욕 양키스(2007년 ~ 2011년)

## 수상·타이틀 경력

### 타이틀
- 다승왕 : 1회(2003년)
- 최고 평균자책점 : 1회(2003년)
- 최다 탈삼진 : 3회(2002년, 2004년, 2006년)
- 최고 승률(당시는 타이틀이 아님) : 1회(2003년) ※센트럴 리그에서는 1972년까지 타이틀로 제정됨.

### 수상
- MVP : 1회(2003년)
- 사와무라 에이지상 : 1회(2003년)
- 최우수 투수 : 1회(2003년)
- 베스트 나인 : 1회(2003년)
- 월간 MVP : 3회(2002년 3·4월, 2003년 6월, 2003년 7월)
- 최우수 배터리상 : 1회(2003년)[2]
- 우수 JCB·MEP상 : 1회(2001년)

## 주요 기록

### 첫 기록
- 첫 등판 : 1999년 5월 7일, 대 요코하마 베이스타스 6차전(요코하마 스타디움)
- 첫 탈삼진 : 상동.
- 첫 선발·첫 승리 : 1999년 5월 19일, 대 히로시마 도요 카프 8차전(요나고 시민 구장)
- 첫 완투 승리 : 2001년 4월 24일, 대 요미우리 자이언츠 4차전(한신 고시엔 구장)
- 첫 완봉 승리 : 2001년 8월 17일, 대 요코하마 베이스타스 20차전(요코하마 스타디움)
- 첫 세이브 : 2002년 10월 12일, 대 히로시마 도요 카프 28차전(히로시마 시민 구장)

### 기록 달성 경력
- 통산 1000투구회 : 2005년 8월 23일, 대 히로시마 도요 카프 14차전(히로시마 시민 구장) ※역대 304번째.
- 통산 1000탈삼진 : 2006년 4월 14일, 대 히로시마 도요 카프 3차전(한신 고시엔 구장) ※역대 119번째.

### 기타
- 노히트 노런 : 1회(2004년 10월 4일, 대 히로시마 도요 카프 전, 히로시마 시민 구장) ※역대 71번째.
- 올스타전 출장 : 3회(2001년 ~ 2003년)

## 등번호
- 29(1998년 ~ 2008년, 2012년 ~ 2015년)

## 연도별 성적
| 연도       | 소속       | 등 판 | 선 발 | 완 투 | 완 봉 | 무 볼 넷 | 승 리 | 패 전 | 세 이 브 | 홀 드 | 승 률 | 타 자 | 투 구 회 | 피 안 타 | 피 홈 런 | 볼 넷 | 고의 사구 | 死 구 | 탈 삼 진 | 폭 투 | 보 크 | 실 점 | 자 책 점 | 평균 자책점 | WHIP |
| ---------- | ---------- | ----- | ----- | ----- | ----- | -------- | ----- | ----- | -------- | ----- | ----- | ----- | -------- | -------- | -------- | ----- | --------- | ----- | -------- | ----- | ----- | ----- | -------- | ----------- | ---- |
| 1999년     | 한신       | 7     | 3     | 0     | 0     | 0        | 1     | 1     | 0        | --    | .500  | 80    | 15.1     | 23       | 1        | 13    | 0         | 1     | 14       | 0     | 0     | 11    | 11       | 6.46        | 2.35 |
| 2000년     | 한신       | 9     | 5     | 0     | 0     | 0        | 1     | 3     | 0        | --    | .250  | 172   | 39.1     | 36       | 5        | 19    | 1         | 0     | 37       | 7     | 0     | 19    | 19       | 4.35        | 1.40 |
| 2001년     | 한신       | 29    | 28    | 3     | 2     | 0        | 9     | 13    | 0        | --    | .409  | 829   | 192.0    | 174      | 11       | 89    | 6         | 3     | 171      | 6     | 0     | 76    | 57       | 2.67        | 1.37 |
| 2002년     | 한신       | 31    | 29    | 8     | 4     | 2        | 14    | 9     | 1        | --    | .609  | 830   | 209.2    | 163      | 15       | 53    | 1         | 7     | 206      | 8     | 0     | 63    | 58       | 2.49        | 1.03 |
| 2003년     | 한신       | 29    | 29    | 8     | 2     | 3        | 20    | 5     | 0        | --    | .800  | 839   | 206.0    | 184      | 15       | 58    | 3         | 3     | 179      | 5     | 0     | 72    | 64       | 2.80        | 1.17 |
| 2004년     | 한신       | 29    | 29    | 6     | 3     | 1        | 14    | 11    | 0        | --    | .560  | 840   | 200.1    | 190      | 29       | 54    | 0         | 6     | 228      | 5     | 0     | 95    | 83       | 3.73        | 1.22 |
| 2005년     | 한신       | 27    | 27    | 2     | 1     | 1        | 13    | 9     | 0        | 0     | .591  | 749   | 172.1    | 199      | 23       | 60    | 0         | 1     | 145      | 4     | 0     | 91    | 74       | 3.86        | 1.50 |
| 2006년     | 한신       | 29    | 29    | 8     | 3     | 2        | 14    | 9     | 0        | 0     | .609  | 844   | 209.0    | 180      | 17       | 49    | 3         | 6     | 194      | 4     | 0     | 77    | 69       | 2.97        | 1.10 |
| 2007년     | NYY        | 14    | 12    | 0     | 0     | 0        | 2     | 3     | 0        | 0     | .400  | 313   | 67.2     | 76       | 15       | 37    | 1         | 4     | 53       | 5     | 1     | 48    | 47       | 6.25        | 1.67 |
| 2008년     | NYY        | 2     | 1     | 0     | 0     | 0        | 0     | 1     | 0        | 0     | .000  | 24    | 4.0      | 13       | 0        | 0     | 0         | 0     | 0        | 0     | 0     | 6     | 6        | 13.50       | 3.25 |
| 2012년     | 오릭스     | 12    | 12    | 0     | 0     | 0        | 2     | 7     | 0        | 0     | .222  | 278   | 62.0     | 64       | 5        | 31    | 0         | 2     | 36       | 3     | 1     | 35    | 32       | 4.65        | 1.53 |
| 2013년     | 오릭스     | 9     | 9     | 0     | 0     | 0        | 3     | 3     | 0        | 0     | .500  | 205   | 48.2     | 48       | 2        | 15    | 0         | 2     | 41       | 2     | 0     | 15    | 14       | 2.59        | 1.34 |
| 2014년     | 오릭스     | 8     | 8     | 0     | 0     | 0        | 2     | 2     | 0        | 0     | .500  | 149   | 33.0     | 37       | 4        | 12    | 0         | 0     | 28       | 0     | 0     | 17    | 14       | 3.82        | 1.48 |
| NPB : 11년 | NPB : 11년 | 219   | 208   | 35    | 15    | 9        | 93    | 72    | 1        | 0     | .564  | 5815  | 1387.2   | 1298     | 127      | 453   | 14        | 31    | 1279     | 44    | 1     | 571   | 495      | 3.21        | 1.26 |
| MLB : 2년  | MLB : 2년  | 16    | 13    | 0     | 0     | 0        | 2     | 4     | 0        | 0     | .333  | 337   | 71.2     | 89       | 15       | 37    | 1         | 4     | 53       | 5     | 1     | 54    | 53       | 6.66        | 1.76 |

- 2014년 기준, 굵은 글씨는 시즌 최고 성적.
- 1998년은 1군 출장 없음.